# Читинское атамана Семёнова военное училище
Чити́нское атама́на Семёнова вое́нное учи́лище (до 17 апреля 1919 года — Читинская военная школа) — военно-учебное заведение Белой армии на Восточном фронте.

## История
Открыто как военная школа по распоряжению атамана Г. М. Семёнова 14 ноября 1918 года. 17 апреля 1919 года получило статус училища. Было рассчитано на 600 юнкеров. Училище возглавлял полковник М.М. Лихачёв.
Принимали в училище юношей с образованием не менее 4 классов гимназии. Всего было произведено три выпуска. Второй прием состоялся в середине 1919 года (200 человек), третий - в январе 1920 года. Учащимся предоставлялось обмундирование и выплачивалась ежемесячная стипендия (60 рублей, женатым - 100 рублей). По окончании юнкеров отправляли в воинские части, где по производили в прапорщики. Первый выпуск произошел 1 февраля, второй - 11 сентября 1920 года.
В июле 1920 года, накануне оставления «семёновцами» Читы, училище было эвакуировано на станцию Даурия и 1 октября расформировано, личный состав поступил на формирование Сводного при Ставке Главнокомандующего полка (личный конвой атамана Г.М.Семенова). Всего училище выпустило 597 офицеров. В Приморье выпускники и юнкера служили в Конвойном дивизионе, а затем в 1-м Пластунском  полку.
После окончания гражданской войны в России выпускники продолжали службу в  Русском Отряде генерала Нечаева у Чжан-Цзучана, Шанхайском Русском полку и даже во французских колониальных войсках. 
В эмиграции было основано Общество взаимопомощи бывших юнкеров Читинского Военного Училища, члены которого находились в Китае (Харбин и Шанхай), а после Второй Мировой войны переехали в США. Большинство бывших офицеров-воспитателей и выпускников вступило в Общество Русских Ветеранов Великой Войны в Сан-Франциско. 
Училище и Объединение имеи свои нагрудные знаки.  